# L'Image (revue)
Pour les articles homonymes, voir Image (homonymie).
L’Image est une revue française de la Corporation des graveurs sur bois. Elle fut publiée à Paris de décembre 1896 à décembre 1897 par l'éditeur Henri Floury.

## Histoire
À la fin du XIXe siècle, la gravure sur bois est le procédé d'illustration universellement utilisé par l'édition et la presse, qui connaissent un développement sans précédent. Le Bottin de Paris recense, en 1887, 134 ateliers de graveurs sur bois. Pourtant, la xylogravure est de plus en plus menacée par de nouvelles formes de gravures : la photographie et ses applications industrielles. L'impression des images photographiques par la similigravure, bien que de faible qualité, s'améliore et se répand, et la photographie intervient même dans les processus de la gravure à travers des systèmes de trames. La tendance à abuser de la gravure de teinte a mené à une perte d'originalité et de créativité, et au triomphe du stéréotype, au sens propre comme au sens figuré (d'où le mot « cliché »). C'est en réaction à cette « décadence » que certains critiques et graveurs s'élèvent, prônant un renouveau de la gravure originale. Parmi eux, Félix Bracquemond et surtout Auguste Lepère, un des meilleurs graveurs de son temps.
En 1896, la « Corporation française des graveurs sur bois » décide de la publication d'une revue mensuelle intitulée L'Image, revue mensuelle littéraire artistique, destinée à promouvoir son art et à susciter un renouveau dans le monde de l'édition. C'est l'éditeur Henri Floury qui s'en charge. L'administrateur gérant, Tony Beltrand, en assure aussi la direction artistique en collaboration avec Auguste Lepère et Léon Ruffe, la direction littéraire est confiée à  Roger Marx et Jules Rais. Parmi les graveurs publiés, on trouve Bellenger, André Cahard, Eugène Dété, les frères Frédéric et Ernest Florian, Henri Paillard, Jules-Léon Perrichon, Lucien Pissarro, Henri Rivière, Félix Vallotton. Les auteurs littéraires sont Maurice Barrès, J.-K. Huysmans, Stéphane Mallarmé, Émile Zola. L'Image publie sur cinq numéros L'Amateur d'âmes, de Maurice Barrès, avec les illustrations de Louis Dunki et une vingtaine de graveurs. Le livre est publié en 1899 chez Fasquelle, sans connaître le succès escompté. Les éditions illustrées à destination des bibliophiles ne sauveront pas la profession. L'Image s'arrête au bout d'une année, après avoir publié les travaux de 106 graveurs.
La gravure sur bois connaît un ultime et trop tardif hommage lors d'une exposition à l'École des beaux-arts de Paris, avec un catalogue présenté par Henri Beraldi, plutôt mal accueilli.
En 1904, paraît un numéro spécimen de L'Image, dont la couverture est illustrée par Henri Bellery-Desfontaines. Cette nouvelle formule est proposée par René Blum et G. d'Hostingue, l'administrateur est Léon Ruffe et le directeur artistique Daniel Vierge. Le premier numéro devait être publié le 1e mars de la même année. Parmi les artistes annoncés, Pierre Bonnard, Maurice Denis, Lucien Pissarro, Henri Rivière, Auguste Rodin (par Perrichon), Félix Vallotton, et les textes de Maurice Barrès, Léon Blum, Anatole France, Rémy de Gourmont, J.-K. Huysmans, Marcel Proust. Mais il n'y eut pas de suite.

## Les douze numéros deL'Image

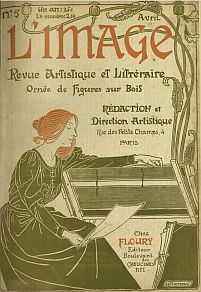
Couverture du numéro d'avril 1897 par Maurice Pillard Verneuil.

De format in-quarto, brochée, chaque livraison comprenait trente pages sous couverture chromolithographiée et était vendu au prix de 2 francs (hors gravures signées). Le tirage courant était imprimé sur vélin. L'édition des souscripteurs était tirée à 150 exemplaires sur Chine et incluait des gravures signées. Le premier et unique volume parut avec une couverture de Carl Angst.
1. décembre 1896. Couverture d'Alfons Mucha.
2. janvier 1897. Couverture, composition typographique de George Auriol ; Femme de Saint-Brieuc gravé par Tony Beltrand imprimée en deux tons avec effet de gaufrage.
3. février 1897. Couverture de Georges de Feure.
4. mars 1897. Couverture de Gaston Darbour.
5. avril 1897. Couverture de Maurice Pillard Verneuil — lire sur Gallica.
6. mai 1897. Couverture de Jacques Drogue — lire sur Gallica.
7. juin 1897. Couverture de Henri Bellery-Desfontaines.
8. juillet 1897. Couverture de Paul Berthon.
9. août 1897. Couverture de Victor Prouvé.
10. septembre 1897. Couverture de Eugène Belville.
11. octobre 1897. Couverture de Toulouse-Lautrec, gravée par Pierre-Eugène Vibert - lire sur Gallica.
12. décembre 1897. Couverture de Marcel-Lenoir — pas de numéro en novembre.

Numéro spécimen. Janvier 1904. Couverture de Bellery-Desfontaines. Préface d'Anatole France.